# Eltaninactis infundibulum
Eltaninactis infundibulum är en havsanemonart som beskrevs av Dunn 1983. Eltaninactis infundibulum ingår i släktet Eltaninactis och familjen Isanthidae. Inga underarter finns listade i Catalogue of Life.